# Tempio italico di San Giovanni in Galdo
Il tempio italico si trova fuori dal centro di San Giovanni in Galdo, provincia di Campobasso.

## Storia
Il tempio sorse intorno al III secolo a.C. in un'area chiamata oggi Colle Rimontato. Sorto durante la dominazione dei Sanniti, il tempio divenne centro di importanza dell'abitato dopo la guerra sociale nel I secolo a.C.. L'area fu abitata fino al III secolo d.C. quando tutto fu abbandonato, e il nuovo centro medievale di San Giovanni ricostruito più a valle.
Il tempio è stato scoperto negli anni '90.

## Descrizione
Si tratta di tempio prostilo con pronao e una sola fila di colonne, che attorniano la cella sacra. Il pavimento è rosso con tessere bianche avorio. Il podio rialzato presenta due entrate, e decorazioni a dentelli, con colonne circolari e scanalate attorno. Probabilmente al tempio si accedeva con una scalinata di legno.
La pianta è quadrangolare, così come anche il recinto sacro.